# Narcisa nigricornis
Narcisa nigricornis is een keversoort uit de familie schorsknaagkevers (Trogossitidae). De wetenschappelijke naam van de soort werd in 1900 gepubliceerd door Karl Maria Heller.